# سیارک ۴۸۴۸۰
سیارک ۴۸۴۸۰ (به انگلیسی: 48480 Falk، نامگذاری:1991YK1) چهل و هشت هزار و چهارصد و هشتادمین سیارک کشف شده‌است که در ۲۸ دسامبر ۱۹۹۱ کشف شد.